# Kreisgericht Creutzburg
Das Kreisgericht Creutzburg war ein preußisches Kreisgericht in der damaligen preußischen Provinz Schlesien mit Sitz in Creutzburg.

## Geschichte
1849 wurden in Preußen einheitlich Kreisgerichte geschaffen. Hierbei wurde die Patrimonialgerichtsbarkeit abgeschafft und die Patrimonialgerichte aufgehoben. Es entstand nun das Königliche Kreisgericht Creutzburg. Es umfasste den Kreis Creutzburg. Zuständiges Appellationsgericht war das Appellationsgericht Ratibor.
Eine Gerichtskommission, also Zweigstelle des Gerichtes mit weniger als drei Richtern, wurde in Pitschen eingerichtet.
Am Gericht waren 1870 ein Direktor und sieben Kreisrichter eingesetzt. Die Zahl der Gerichtseingesessenen betrug 40.737. Schwurgerichtssachen wurden am Kreisgericht Oppeln verhandelt. Gerichtstage wurden in Constadt gehalten.
Im Rahmen der Reichsjustizgesetze wurde das Gerichtswesen in Deutschland 1879 vereinheitlicht. Damit wurde das Kreisgericht Creutzburg aufgehoben und das königlich preußische Amtsgericht Kreuzburg O.S. mit Wirkung zum 1. Oktober 1879 als eines von 13 Amtsgerichten im Bezirk des Landgerichtes Oppeln als Nachfolger gebildet. Auch die Gerichtskommission wurden 1879 in ein Amtsgericht umgewandelt (Amtsgericht Pitschen). In Constadt entstand das Amtsgericht Constadt.